# 范妮·菲舍尔
范妮·菲舍尔（德語：Fanny Fischer，1986年9月7日—），德国女子皮划艇运动员。她曾代表德国参加2008年夏季奥林匹克运动会皮划艇比赛，获得女子四人皮艇500米金牌。